# My Friend Dahmer
Pour plus de détails, voir Fiche technique et Distribution.
My Friend Dahmer est un film américain réalisé par Marc Meyers (en), sorti en 2017.
Il s’agit de l'adaptation du roman graphique américain Mon ami Dahmer (My Friend Dahmer) de John « Derf » Backderf.
Il sélectionné et projeté au festival du film de Tribeca en avril 2017.

## Synopsis
L’auteur John « Derf » Backderf raconte sur son roman graphique la jeunesse du tueur en série américain Jeffrey Dahmer, surnommé « le cannibale de Milwaukee », qui a été son camarade d’école : il se souvient que ce dernier était un adolescent timide et alcoolique…

## Fiche technique
Sauf indication contraire, les informations mentionnées dans cette section peuvent être confirmées par la base de données cinématographiques IMDb,  présente dans la section « Liens externes ».
- Titre original et français : My Friend Dahmer
- Réalisation : Marc Meyers (en)
- Scénario : Marc Meyers, d’après le roman graphique américain Mon ami Dahmer (My Friend Dahmer) de John « Derf » Backderf
- Musique : Andrew Hollander (ar)
- Direction artistique : Jennifer Klide
- Costumes : Carla Shivener
- Photographie : Daniel Katz
- Montage : Jamie Kirkpatrick
- Production : Milan Chakraborty, Jody Girgenti, Adam Goldworm (en), Michael Merlob et Marc Meyers
- Sociétés de production : Ibid Filmworks et Aperture Entertainment (en)
- Société de distribution : FilmRise (en)
- Pays de production :  États-Unis
- Langue originale : anglais
- Format : couleur
- Genre : drame biographique
- Durée : 107 minutes
- Dates de sortie :
  - États-Unis : 21 avril 2017 (Festival du film de Tribeca) ; 3 novembre 2017 (sortie limitée)
  - France : 8 septembre 2017 (Festival du cinéma américain de Deauville)

## Distribution
- Ross Lynch : Jeffrey Dahmer
- Alex Wolff : John « Derf » Backderf
- Vincent Kartheiser : Dr Matthews
- Anne Heche : Joyce Dahmer
- Dallas Roberts : Lionel Dahmer
- Harrison Holzer : Mike
- Tommy Nelson (en) : Neil
- Miles Robbins : Figg

## Production

### Genèse et développement
Ce film, adapté du roman graphique du même titre réalisé par l’auteur John « Derf » Backderf publié en 2012, se concentre sur le portrait de Jeffrey Dahmer, surnommé « le cannibale de Milwaukee », un tueur en série américain ayant avoué avoir assassiné dix-sept jeunes hommes entre 1978 et 1991 — dont seize de ces meurtres ayant eu lieu entre 1987 et 1991, surtout l’adolescence entre ses derniers jours au lycée et ses premiers meurtres.
Adam Goldworm et sa société de production Aperture Entertainment produisent ce film indépendant avec le réalisateur Marc Meyers (en) et la productrice Jody Girgenti de Ibid Filmworks, ainsi que Milan Chakraborty de Attic Light Films et Michael Merlob.

### Attribution des rôles
Comme l’annonce dans The Hollywood Reporter en mi-juillet 2016, Ross Lynch, connu dans le rôle d'Austin Moon dans la série télévisée Austin et Ally, une série originale de Disney Channel, vient de signer pour interpréter l’effrayant tueur en série Jeffrey Dahmer. L’auteur du roman graphique John « Derf » Backderf en est très heureux de l’apprendre. En fin de ce même mois, Anne Heche joue le rôle de la mère de ce tueur en série.

### Tournage
Le tournage a lieu en août 2016 dans l’Ohio.

## Accueil

### Festival et sortie
My Friend Dahmer est sélectionné et projeté en avant-première au festival du film de Tribeca, le 21 avril 2017.